# Sauguis-Saint-Étienne
Sauguis-Saint-Étienne (Baskisch: Zalgize-Doneztebe) is een gemeente in het Franse departement Pyrénées-Atlantiques (regio Nouvelle-Aquitaine) en telt 181 inwoners (2004). De plaats maakt deel uit van het arrondissement Oloron-Sainte-Marie en ligt in de Baskische provincie Soule.

## Geografie
De oppervlakte van Sauguis-Saint-Étienne bedraagt 8,7 km², de bevolkingsdichtheid is 20,8 inwoners per km².
De onderstaande kaart toont de ligging van Sauguis-Saint-Étienne met de belangrijkste infrastructuur en aangrenzende gemeenten.

## Demografie
Onderstaande figuur toont het verloop van het inwonertal (bron: INSEE-tellingen).